# Łatany Potok
Łatany Potok (słow. Látaná, Látanský potok) – potok spływający dnem Doliny Łatanej w słowackich Tatrach Zachodnich. Najwyżej położone źródła znajdują się na wysokości około 1650 m na zachodnich zboczach Długiego Upłazu w Dolinie Zadniej Łatanej. Spływa w północno-zachodnim kierunku i na wysokości 1010 m łączy się z Rohackim Potokiem, tworząc Zimną Wodę Orawską. Następuje to w miejscu o współrzędnych 49°14′31,6″N 19°42′44,3″E/49,242111 19,712306.
Łatany Potok ma kilka dopływów spływających żlebami i dolinkami tworzącymi odgałęzienia Doliny Łatanej. Największym jest Olowy Potok. Wzdłuż biegu Łatanego Potoku prowadzi droga oraz znakowany szlak turystyczny.